# Азовські татари

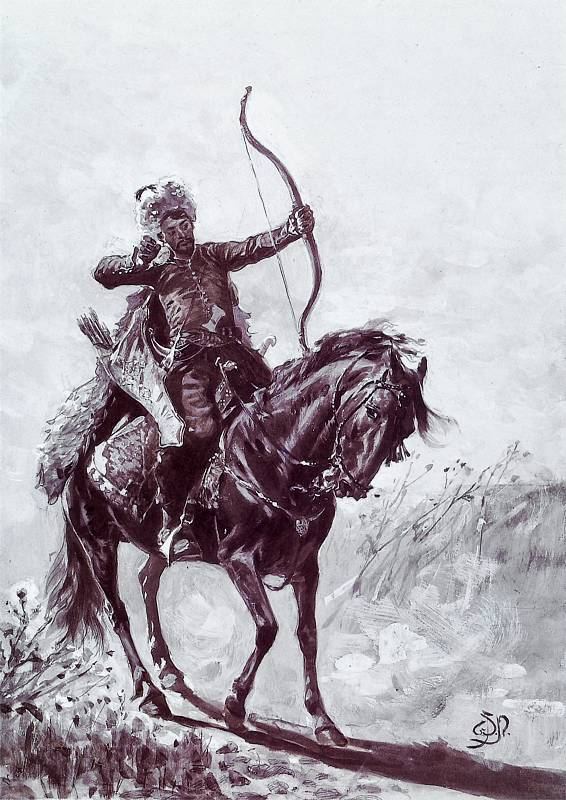
Татарський стрілець

Азовські татари (донські татари) — етнічна група татар, що жили на Дону і в Малій Ногайській Орді.

## Походження
Щодо походження азовських татар на Дону, в одній статті про історію козацтва зазначалося, що їхнє походження залишається невідомим. У більшості випадків вони прибули з навколишніх територій.
У військовому звіті з 1658 року, що описував прибуття іноземців на Дону, зазначалося, що ці особи приєдналися до козаків під впливом різноманітних обставин.

## Склад
Серед азовських татар були вихідці з кримських улусів, але переважали серед них представники Великої Ногайської орди, а також юртівські і єдисанські татари.

## Історія
Назва Азовські татари згадуються як у великих нагаїв, так і донських козаків з середини 17 століття.
Так, 29 травня 1651 року з-під Астрахані ногайські мурзи Янмаметев та Іслам-мурза Чубармаметев вирушили на межі улусу для патрулювання, щоб на їх територію не проникли кримські, азовські, темрюцкі, і кизиєвські татари. Мета патрулювання було попередити крадіжку табунів коней.
На другий день ногайці які пішли у похід повернулися під Астрахань частина піші частина на конях, і повідомили що в дні шляху від улусу вони зустрілися з Азовськими татарами які напали на загін і розграбували його після чого відправилися назад в Азов.
З ногайських улусів була негайно організована погоня на чолі зі згаданими мурзами. Азовців вдалося наздогнати лише в четвертий день на урочище Таллигуе. Основні сили астраханських татар залишилися при цьому в засідці, пославши від себе для приманки до азовських татар п'ять осіб. Погнавшись за ногайцями, азовці потрапили в засідку. В ході бою вісім азовських татар було вбито, четверо захоплено, решта розігнані. Було захоплено значну кількість коней, а також похідне майно азовців.

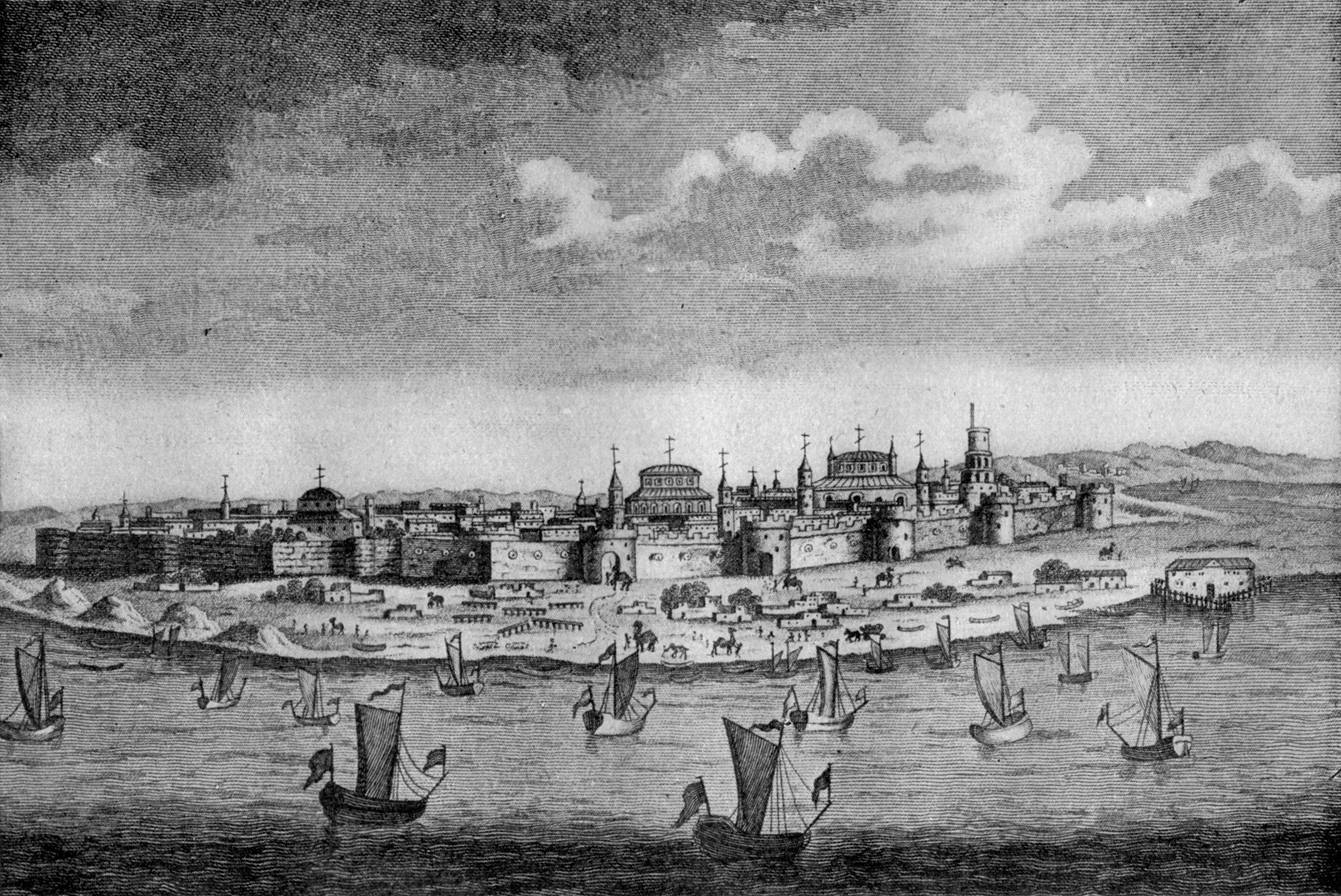
Астрахань в 17 столітті.

З розпитувань полонених з'ясувалося, що азовський загін налічував тридцять три людини, всі татари були «азовських улусів», що кочували в той момент під Азовом на р. Кагальник. У похід під Астрахань вони ходили для викрадення коней за своєю ініціативою. Приблизно в дні шляху від Астрахані на азовців наткнувся згаданий вище загін ногайських татар. Не прийнявши бою, астраханські татари кинулися бігти, втративши під час втечі сімнадцять коней і десять осіб полоненими.
З'ясувавши що поруч ходять ногайці азовські татари вирушили в Азов. По дорозі вони зустріли та пограбували в степу ще кілька невеликих груп астраханських татар, поки їх самих не наздогнали й не розгромили. Характерно, що захоплених астраханських татар азовці, пограбувавши, відпускали
У квітні 1652 з Астрахані в Ногайський степ з метою патрулювання проти набігів кримських татар був відправлений син боярський Олексій Казанцев. З ним у похід пішло п'ятдесят стрільців-добровольців і двоє астраханських єдисанських мурз з татарами. Після приблизно двотижневого прямування по степу загін зупинився недалеко від Азова у р. Єї в урочищі, звідки були відправлені роз'їзди по найближчих степових дорогах. Солдати стояли в засідці чотири дні, поки не помітили у двох днях шляху від Азова що їхали з боку цього міста якихось «азовських людей» в кількості близько сорока осіб, які зупинилися на стоянку. Загін А. Казанцева всіма силами вдарив по них.
В ході бою двадцять осіб «тих азовських людей» було вбито, дев'ять захоплено в полон, інші втекли. Крім того, в руки нападників потрапило четверо «Білорусцов» — полонених, три жінки-татарки, а також всі татарське майно і коні. Після цього загін повернувся в Астрахань. Правда, трьох татар на зворотній дорозі вбили, тому що вони від ран були хворі, одному вдалося втекти. Весь похід тривав з 28 квітня по 2 червня.
Турецький мандрівник Евлія Челебі, який проїжджав в середині 1660-х рр. по Дону, зазначив, що в козацьких містечках живе разом з козаками чимало татар мова йде про містечка, розташованих між вигином Дона Переволока і гирла Дону. Мандрівник називає їх представниками народу «хешдек». Даним терміном, згідно зі спостереженням А. П. Григор'єва — автора передмови до другого випуску витягів з праці Евлії «Книга подорожі», останній позначав поволзьких (астраханських) татар.

## Вірування азовців
Слід зазначити, азовські татари що жили на Дону були мусульманами. Вони мали своїх «абизов» (священнослужителів), і, мабуть, місця для виконання релігійних ритуалів. Так, наприкінці 30 - початку 40-х рр. одним з найбільш видних і впливових серед азовських татар був Чепа-абиз, який неодноразово згадувався в документах і виконував відповідальні військові доручення під час дипломатичних переговорів козаків з нагаями про перехід останніх в російське підданство наприкінці 30-х рр. XVII в.